# Mark Ibold
Mark Ibold (né le 17 octobre 1962) est un bassiste américain.

## Biographie
Il est membre des groupes de rock indépendant Pavement et Free Kitten (pour les trois premiers albums).
En 2006, il rejoint le groupe Sonic Youth pour la tournée de l'album Rather Ripped. En 2009, il participe à l'écriture de l'album The Eternal, en tant que membre officiel du groupe.
En live, Mark Ibold joue de la guitare, en compagnie de Lee Ranaldo, avec une baguette de batterie sur la chanson de Sonic Youth "Making the Nature Scene".

## Discographie
Avec Pavement
- Slanted and Enchanted (1992)
- Crooked Rain, Crooked Rain (1994)
- Wowee Zowee (1995)
- Brighten the Corners (1997)
- Terror Twilight (1999)

Avec Free Kitten
- Unboxed (1994)
- Nice Ass (1995)
- Sentimental Education (1997)

Avec Sonic Youth
- The Eternal (2009)